# إريك بوكر
اريك بوكر (بالإنجليزية: Eric Booker)‏ هو لاعب غولف أمريكي، ولد في 21 ديسمبر 1963 في بونتياك في الولايات المتحدة.

## وصلات خارجية
- إريك بوكر على موقع رابطة لاعبي الغولف المحترفين (الإنجليزية)
- إريك بوكر على موقع التصنيف العالمي الرسمي للغولف (الإنجليزية)